# Barbie som Rapunzel
Barbie som Rapunzel (engelska: Barbie as Rapunzel) är en animerad sagofilm från 2002 samproducerad av Mainframe Entertainment och Mattel Entertainment. Filmen, som är en anpassning av Bröderna Grimms tyska saga Rapunzel från 1812, är den andra gjorda filmen i ordning i filmserien om leksaksdockan Barbie. Den engelskspråkiga rösten till Barbie och hennes roll som Rapunzel görs av Kelly Sheridan, medan den svenskspråkiga rösten görs av Annika Rynger.
Filmen släpptes på VHS och DVD den 1 oktober 2002, och hade senare även TV-premiär på Nickelodeon den 24 november samma år. Den släpptes sedan därefter utomlands av Entertainment Rights och Universal Pictures Video.

## Rollista
| Rollfigur                         | Engelsk originalröst | Svensk röst        |
| --------------------------------- | -------------------- | ------------------ |
| Barbie/Rapunzel                   | Kelly Sheridan       | Annika Rynger      |
| Shelly (Kelly)/Prinsessan Katrina | Chantal Strand       | Evelina Sjöström   |
| Gothel                            | Anjelica Huston      | Vicki Benckert     |
| Prins Stefan                      | Mark Hildreth        | Peter Gröning      |
| Penelope                          | Cree Summer          | Annica Smedius     |
| Hugo                              | David Kaye           | Adam Fietz         |
| General                           | David Kaye           | Tommy Blom         |
| Hobie/Slottsvakt                  | Ian James Corlett    | Kristian Ståhlgren |
| Otto                              | Peter Kelamis        | Andreas Svensson   |
| Tunn riddare                      | Peter Kelamis        | Nick Atkinson      |
| Kung Wilhelm                      | Christopher Gaze     | Adam Fietz         |
| Kung Fredrik                      | Russell Roberts      | Gunnar Ernblad     |
| Bagaren                           | Terry Klassen        | Lawrence Mackrory  |
| Tjock riddare                     | Terry Klassen        | Gunnar Ernblad     |
| Melody                            | Britt McKillip       | Disa Dyall         |
| Lorena                            | Jocelyne Loewen      | Jasmine Heikura    |
| Tommy                             | Danny McKinnon       | Zacharias Blad     |
| Silversmed                        | Dale Wilson          | Tommy Blom         |